# Luol Deng

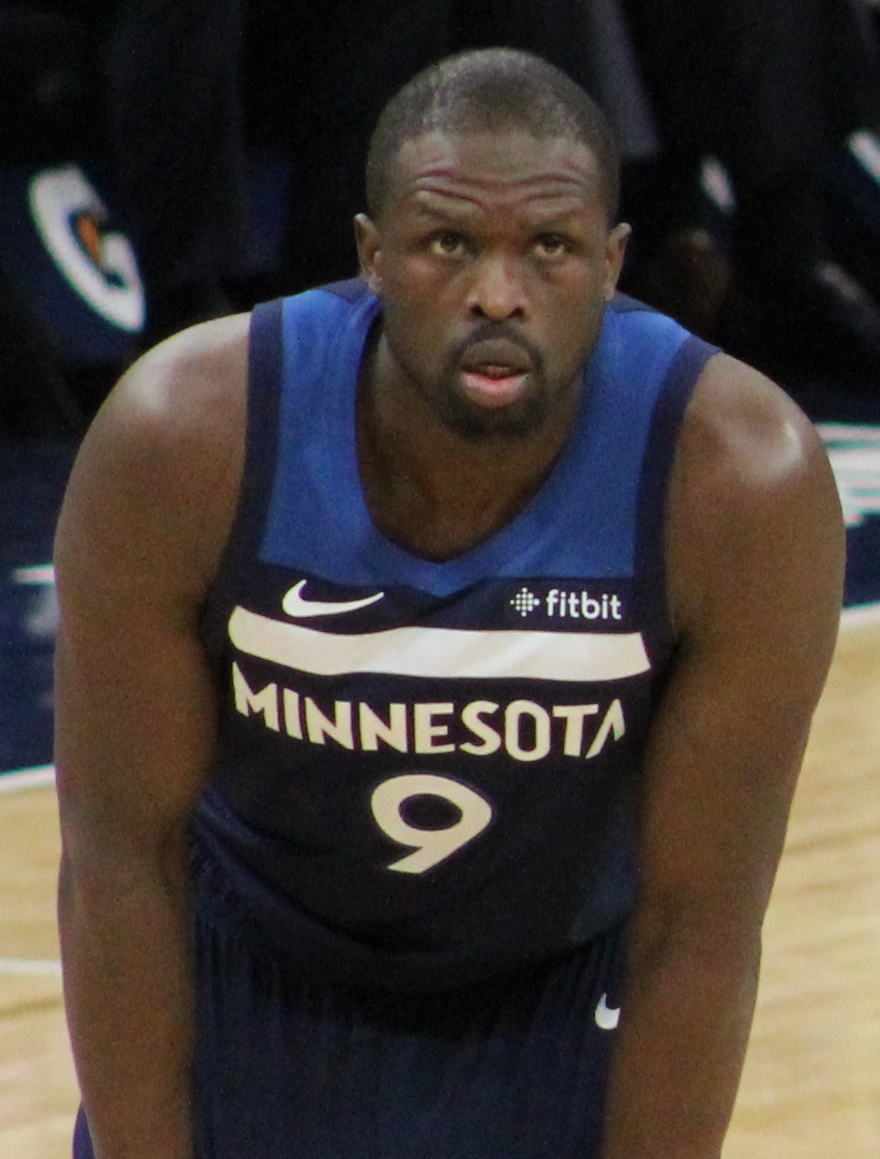
Luol Deng med Minnesota Timberwolves, 2019.

Luol Ajou Deng, född 16 april 1985 i Wau i Sudan (i nuvarande Sydsudan), är en sydsudanesisk-brittisk tidigare basketspelare (small forward / power forward).

## Lag
- Chicago Bulls (2004–2014)
- Cleveland Cavaliers (2014)
- Miami Heat (2014–2016)
- Los Angeles Lakers (2016–2018)
- Minnesota Timberwolves (2018–2019)